# May Calamawy
May El Calamawy (28 de octubre de 1986) es una actriz egipcia-palestina nacida en Baréin. Es más conocida por su papel en la serie de televisión de Hulu Ramy como Dena Hassan, y en la serie de Disney+ Moon Knight como Layla El-Faouly.

## Primeros años
Calamawy nació en 1986 en Baréin de madre palestina-jordana y un padre egipcio. También vivió en Doha, Catar y Houston, Texas (Estados Unidos). Calamawy es bilingüe, ya que habla tanto inglés como árabe. Tiene alopecia areata, y la primera vez que la padeció fue a los 22 años.
Calamawy terminó el instituto en Baréin, y se trasladó a Boston, Massachusetts (Estados Unidos) para estudiar diseño industrial, porque su padre así lo quería. Sin embargo, solicitó plaza en el Emerson College, y les dijo a sus padres "si me aceptan, me voy". Fue aceptada y tiene un B.A. en estudios teatrales por el Emerson College. Calamawy también ha estudiado en el William Esper Studio de Nueva York.

## Carrera profesional
Calamawy comenzó su carrera de actriz trabajando en cortometrajes. Tras asistir a la universidad, participó en el Festival de Comedia Árabe Americana de Nueva York. Su primer papel importante en el cine fue en 2013, cuando protagonizó la película de Tobe Hooper Djinn, que fue la primera película de terror producida en los Emiratos Árabes Unidos. En 2017, tuvo un papel recurrente en la miniserie de National Geographic El largo camino a casa, así como papeles de actriz invitada en Los valientes y Madam Secretary. Al año siguiente, actuó como invitada en la serie de drama policíaco de CBS FBI. En octubre de 2018, se anunció que tendría un papel recurrente en la serie de comedi dramática de Hulu Ramy, interpretando a la hermana de Ramy, Dena Hassan. En 2020, tuvo un papel de voz como Ellie Malik en el videojuego NBA 2K21. En 2021, apareció en la película Together Together, con Ed Helms y Patti Harrison. En enero del mismo año, se anunció que aparecería en la próxima miniserie de Disney+ Moon Knight, estrenada el 30 de marzo de 2022. En dicha serie, que forma parte del Universo cinematográfico de Marvel, Calamawy interpreta a Layla El-Faouly, una arqueóloga egipcia y esposa de Marc Spector (interpretado por Oscar Isaac). De esta forma, la actriz se convierte en la primera en interpretar a un personaje árabe en el Universo cinematográfico de Marvel.

## Filmografía

### Cine
| Año  | Título            | Papel         | Notas |
| ---- | ----------------- | ------------- | ----- |
| 2006 | Jueves            | Kelly Spencer |       |
| 2013 | Djinn             | Aisha         |       |
| 2021 | Together Together | Carly         |       |
| 2024 | Gladiator 2       | TBA           |       |

### Cortometrajes
| Año  | Título                | Papel         | Notas |
| ---- | --------------------- | ------------- | ----- |
| 2007 | Templanza             | Leila         |       |
| 2008 | Santa Claus en Bagdad | Hala          |       |
| 2011 | Hassad Al Möta        | Tunnel Zombie |       |
|      | Paradise Falls        | Jenny         |       |
| 2012 | Un genio llamado Gin  | Lucy          |       |
| 2013 | Moi aussi je t'aime   |               |       |
| 2019 | La cama               | Mujer         |       |
|      | Transeúnte            | Saba          |       |
|      | 1 de 30               | Fatimah       |       |
|      | Saeed                 | Sue           |       |

### Televisión
| Año           | Título                 | Papel           | Notas                            |
| ------------- | ---------------------- | --------------- | -------------------------------- |
| 2011          | Comprobando            | Raya            | Episodio: "Sneak Peek"           |
| 2017          | Madam Secretary        | Mona Alsnany    | Episodio: "Off The Record"       |
|               | The Brave              | Mina Bayoud     | Episodio: "Todo es personal"     |
|               | El largo camino a casa | Faiza           | Miniserie de National Geographic |
|               | BKPI                   | Ameena          | Episodio: "Mister Flasher"       |
| 2018          | FBI                    | Nita Kayali     | Episodio: "Pájaros verdes"       |
| 2019-presente | Ramy                   | Dena Hassan     | Papel principal                  |
| 2022          | Moon Knight            | Layla El-Faouly | Papel principal                  |

### Videojuegos
| Año  | Título   | Papel       | Notas      |
| ---- | -------- | ----------- | ---------- |
| 2020 | NBA 2K21 | Ellie Malik | Rol de voz |